# Aphyosemion ahli
Aphyosemion ahli är en fiskart som beskrevs av Myers, 1933. Aphyosemion ahli ingår i släktet Aphyosemion och familjen Nothobranchiidae. IUCN kategoriserar arten globalt som livskraftig. Inga underarter finns listade i Catalogue of Life.